# Книжник Вадим Генріхович
Вадим Генріхович Книжник (20 лютого 1962, Київ — 25 грудня 1987, Москва) — радянський фізик-теоретик. Кандидат фізико-математичних наук (1986).

## Біографія
Син фізика та дитячого письменника Генріха Соломоновича Книжника (нар. 1935) і Олени Григорівни Книжник (нар. 1937). Навчався в Московській спеціалізованій математичній середній школі № 2. Двічі ставав переможцем Всесоюзної олімпіади школярів із математики, один раз зайняв друге місце.
Закінчив Московський фізико-технічний інститут (1984). Навчався в аспірантурі в Інституті теоретичної фізики імені Л. Д. Ландау під керівництвом О. М. Полякова. Після захисту дисертації кандидата фізико-математичних наук за темою «Безкінечномірні групи симетрії та квантової теорії поля і теорії струн» в 1986 році був залишений молодшим науковим співробітником в інституті.
Першу наукову статтю опублікував у 1982 році, будучи студентом. Автор близько двох десятків наукових робіт . Основні праці в області математичної фізики, квантової теорії поля, теорії струн . Отримав спектр аномальної розмірності моделі Весс-Зуміно-Новікова-Віттена з використанням алгебри Каца — Муді . У 1984 році спільно з О. Б. Замолодчиковим розробив систему рівнянь Книжника — Замолодчикова та теорію, що ґрунтується на них в загальній теорії поля. Спільно з О. А. Белавіним ввів теорему Белавіна — Книжника в області теорії струн. Переклав на російську мову монографію О. М. Полякова «Калібрувальні поля та струни» (1999).
Раптово помер 25 грудня 1987 року в московському метрополітені по дорозі на роботу в Інститут теоретичної фізики. Міжнародна конференція пам'яті Вадима Книжника пройшла в Парижі в 2013 році. У 1990 році вийшов збірник наукових праць «Physics and Mathematics of Strings» пам'яті Вадима Книжника.
Дочка — Анна Вадимівна Книжник (нім. Anna Moeke-Knizhnik, нар. 1985), біохімік і молекулярний біолог (Майнц і Берлін, Німеччина), кандидат біологічних наук.